# Lužianky
Lužianky es un municipio del distrito de Nitra en la región de Nitra, Eslovaquia, con una población estimada a final del año 2024 de 3456 habitantes.
Se encuentra ubicado en el centro-oeste de la región, en el valle del río Nitra (cuenca hidrográfica del Danubio) y cerca de la frontera con la región de Trnava.

## Demografía
| Año        | 1994 | 2004    | 2014     | 2024     |
| ---------- | ---- | ------- | -------- | -------- |
| Población  | 2374 | 2536    | 2890     | 3456     |
| Diferencia |      | +6,82 % | +13,95 % | +19,58 % |

| Año        | 2023 | 2024    |
| ---------- | ---- | ------- |
| Población  | 3338 | 3456    |
| Diferencia |      | +3,53 % |